# Бояньчиці
Бояньчиці (пол. Bojańczyce) — село в Польщі, у гміні Рацеховиці Мисленицького повіту Малопольського воєводства.
Населення — 125 осіб (2011).
У 1975-1998 роках село належало до Краківського воєводства.

## Демографія
Демографічна структура станом на 31 березня 2011 року:
|          | Загалом | Допрацездатний вік | Працездатний вік | Постпрацездатний вік |
| -------- | ------- | ------------------ | ---------------- | -------------------- |
| Чоловіки | 63      | 17                 | 40               | 6                    |
| Жінки    | 62      | 15                 | 39               | 8                    |
| Разом    | 125     | 32                 | 79               | 14                   |